# Девушка из Миссури
«Девушка из Миссури» (англ. The Girl from Missouri) — романтическая комедия 1934 года.

## Сюжет
История о хористке Эди Чепмен, которая пытается заполучить мужа-миллионера и пробиться в высшее общество.

## Интересные факты
- Режиссёром фильма должен был стать Сэм Вуд, однако из-за разногласий с MGM относительно сюжета он взял самоотвод.
- Премьера фильма состоялась 3 августа 1934 года.

## В ролях
- Лайонел Берримор — Томас Ренделл Пейдж
- Джин Харлоу — Эдит Чепмен, Эди
- Франшо Тоун — Том Пейдж-младший
- Льюис Стоун — Фрэнк Казинс
- Пэтси Келли — Китти Леннихан
- Клара Бландик — миссис Ньюберри